# 大叶肉刺蕨
大叶肉刺蕨（学名：Nothoperanema giganteum）为鳞毛蕨科肉刺蕨属下的一个种。